# Melanagromyza chaptaliae
Melanagromyza chaptaliae är en tvåvingeart som beskrevs av Spencer 1966. Melanagromyza chaptaliae ingår i släktet Melanagromyza och familjen minerarflugor.
Artens utbredningsområde är Florida. Inga underarter finns listade i Catalogue of Life.